# Mujeres barbudas

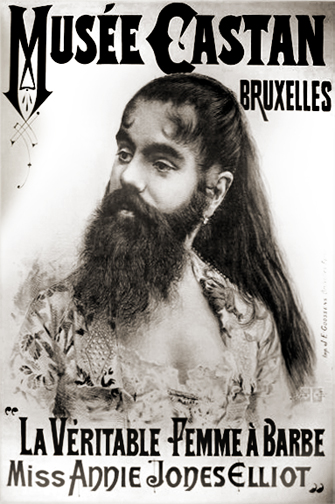
Annie Jones fue de gira con el circo de P. T. Barnum a finales del.

Una mujer barbuda o mujer barbada es una mujer que tiene barba visible. Estas mujeres han sido objeto de leyendas, curiosidad o ridículo.

## De fondo
Un número relativamente pequeño de mujeres es capaz de dejar crecer el suficiente vello facial como para tener una barba más o menos tupida. En algunos casos, el crecimiento de barba femenina es el resultado de un desajuste hormonal (normalmente un exceso de andrógenos), o un trastorno genético raro denominado Hipertricosis.
Hay numerosas referencias sobre mujeres barbudas a lo largo de los siglos, y Shakespeare también las menciona en Macbeth: “deberían ser mujeres, y sin embargo, sus barbas me prohíben interpretar, que lo son”. (138–46; 1.3. 37–45) Aun así, no hay ninguna producción conocida de Macbeth que incluya brujas barbudas.
Desde finales del siglo XX, a veces está causada por el uso de esteroides. La presión cultural siempre ha empujado a las afectadas a rasurarse ese exceso, ya que puede ser visto como estigma social.
La mujer barbuda es un cliché, una figura básica de las barracas de feria y circos.

## Espectáculos y ficción
Una excepción notable fueron las famosas mujeres barbudas de los espectáculos de rarezas del siglo XIX y principios del siglo XX, cuya anomalía era celebrada, como Josephine Clofullia la mujer barbuda del museo de Barnum o la del circo Ringling Brothers Jane Barnell. Muchos circos y carnavales de fenómenos de la época presentaban falsas mujeres barbudas que en realidad eran mujeres con postizos faciales u hombres vestidos de mujer, práctica circense de la que se burla el actor y antiguo artista circense W. C. Fields en la película de 1939, No puedes engañar a un hombre sincero.

## Mujeres notables con barbas

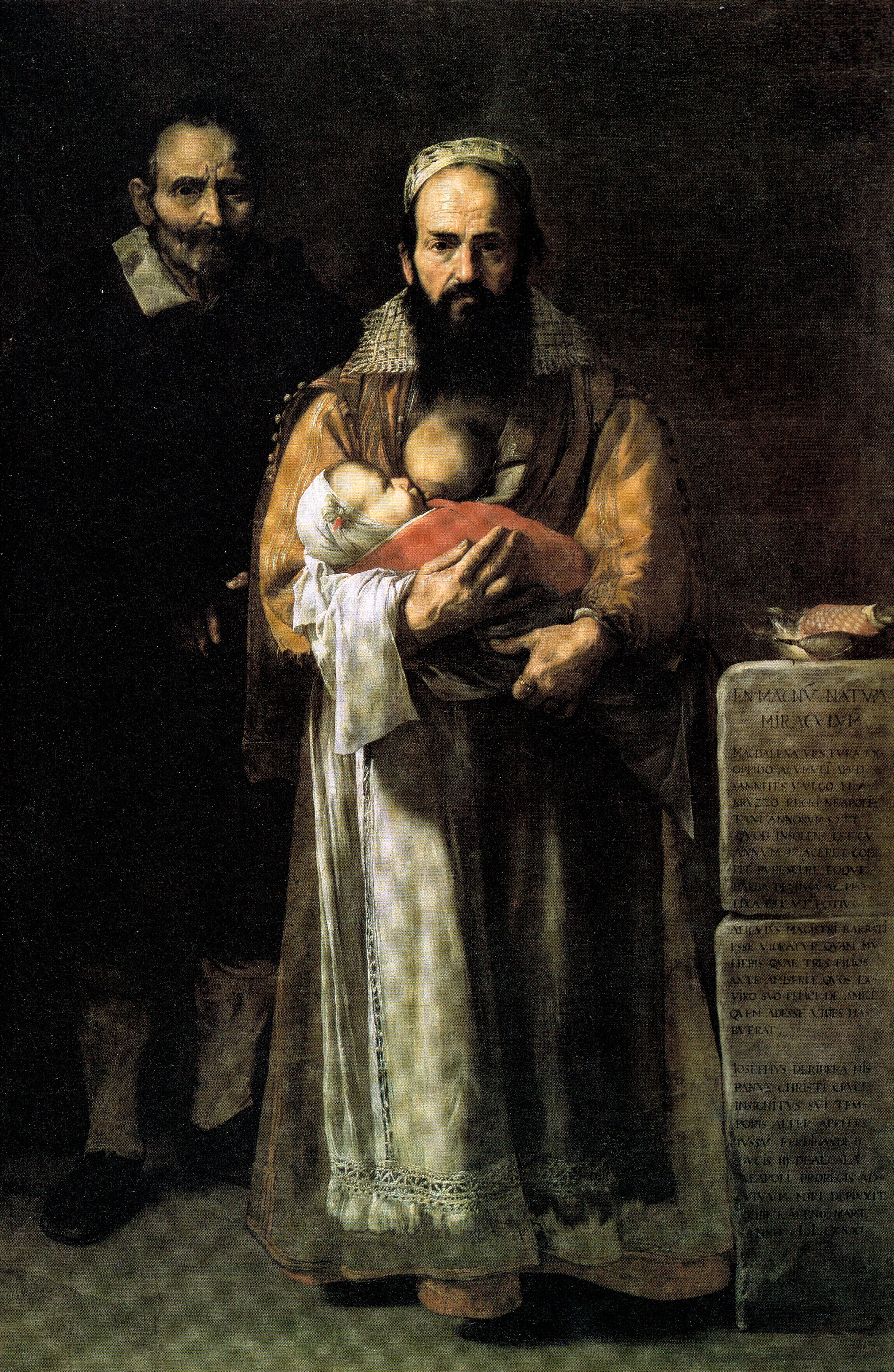
Magdalena Ventura, retrato por José de Ribera (1631)

### sigloXII
- Topographia Hibernica obra escrita por Giraldus Cambrensis

### sigloXIV
- Santa Wilgeforte

### sigloXVI
- Helena Antonia
- Brígida del Río

### sigloXVII
- La mujer barbuda (Magdalena Ventura con su marido), retrato pintado por José de Ribera (1631)

### sigloXIX
- Julia Pastrana
- Josephine Clofullia
- Annie Jones
- Alice Elizabeth Doherty ("La Chica lanosa de Minnesota", 1887–1933)

### sigloXX
- Clémentine Delait (finales del siglo XIX y principios del siglo XX)
- Jane Barnell (finales del siglo XIX y principios del siglo XX)
- Jennifer Miller
- Vivian Wheeler